# District d'Anakapalli
Le district d'Anakapalli est un district de l'État indien de l'Andhra Pradesh. Le siège du district est situé à Anakapalli. Il est formé le 4 avril 2022 des divisions fiscales (en)  d'Anakapalli et de Narsipatnam, de l'ancien district de Visakhapatnam.